# قفيز
القفيز وهو مكيال إسلامي يستعمل في الوزن والكيل أثناء العصور الإسلامية.
القفيز يساوي ثمانية مكاكيك ويساوي 12 صاعا. أي 24.48 كيلوغرام

## المصدر
- كتاب حقيقة الدينار والدرهم والصاع والمد لأبي العباس أحمد العزفي السبتي.
- علي جمعة المكاييل والموازين الشرعية.